# Estadio David Ordóñez Bardales
El estadio David Ordóñez Bardales, conocido también como el "Gallinero", es un estadio de fútbol de Guatemala, ubicado en el departamento de Zacapa. Actualmente tiene capacidad para albergar a 8 500 espectadores. Juega sus partidos como local el Deportivo Zacapa de la Primera División de Ascenso.
El estadio fue construido durante el término  político del Señor David Alfonso Ordóñez Bardales, quien fue alcalde de la ciudad  de Zacapa.
- Datos: Q3495563